# Madvillain
Madvillain was een hiphopduo dat bestond uit MF DOOM en Madlib. Het bracht in 2004 het album Madvillainy uit en in 2008 Madvillainy 2: The Madlib Remix. Madvillainy werd geroemd vanwege de creatieve teksten, en wordt vaak genoemd als een van de beste hiphopalbums aller tijden.